# Lucky Star (HOUND DOGのアルバム)
『Lucky Star』（ラッキースター）は、HOUND DOGが1984年のメンバー交代前の曲（5を除く）を1999年時点のメンバーで、新アレンジで再録音したアルバム。

## 解説
翌年（2000年3月）にデビュー20周年を迎えることを記念してリリースされることになった。アルバムのタイトルは「20年も続けられてラッキー」ということから名づけられた。これらのことは1999年8月28日に開催されたコンサート「夢の島ファイナル」のMCで言及され、「狼と踊れ」の新アレンジがライブ・ビデオ『夢の島 ファイナル』に収録されている。

## 収録曲
全編曲：石川鉄男
1. だから大好き、ロックンロール　[4:33]
  - 『Welcome to The Rock'n Roll Show』収録
2. 浮気な、パレットキャット　[2:50]
  - 『Roll Over』収録
3. RAINY LADY GOOD-BYE　[5:08]
  - 『STAND PLAY』収録
4. ライム・ライト　[4:37]
  - 『POWER UP!』収録
5. 火の玉ボーイ～俺はラッキースター　[5:24]
  - 『GOLD』、『VOICE』収録
6. P.S.I LOVE YOU　[3:56]
  - 『Welcome to The Rock'n Roll Show』収録
7. Hot Line　[5:27]
  - 『POWER UP!』収録
8. Punky Girl　[4:27]
  - 『Roll Over』収録
9. 狼と踊れ　[4:37]
  - 『DREAMER』収録
10. ジェラス・ガイ　[4:30]
  - 『BRASH BOY』収録
11. STILL!　[3:47]
  - 『BRASH BOY』収録
12. ラスト・ヒーロー　[4:24]
  - 『BRASH BOY』収録
13. 涙のBirthday　[5:58]
  - 『POWER UP!』収録

## ミュージシャン

### HOUND DOG
- 大友康平：リードボーカル
- 八島順一：ギター
- 西山毅：ギター
- 蓑輪単志：キーボード
- 鮫島秀樹：ベース
- 橋本章司：ドラム

### アディショナル・ミュージシャン
- 石川鉄男：マニピュレーター、コンピューター・プログラミング
- 山本拓夫：ホーン・アレンジメント、サックス
- 竹野昌邦：サックス
- 荒木敏男：トランペット
- 河東伸夫：トランペット
- 村田陽一：トロンボーン